# Bergoxel
Bergoxel (Sorbus latifolia) är en rosväxtart som först beskrevs av Jean-Baptiste de Lamarck, och fick sitt nu gällande namn av Christiaan Hendrik Persoon. Bergoxel ingår i släktet oxlar, och familjen rosväxter. Inga underarter finns listade i Catalogue of Life.

## Bildgalleri

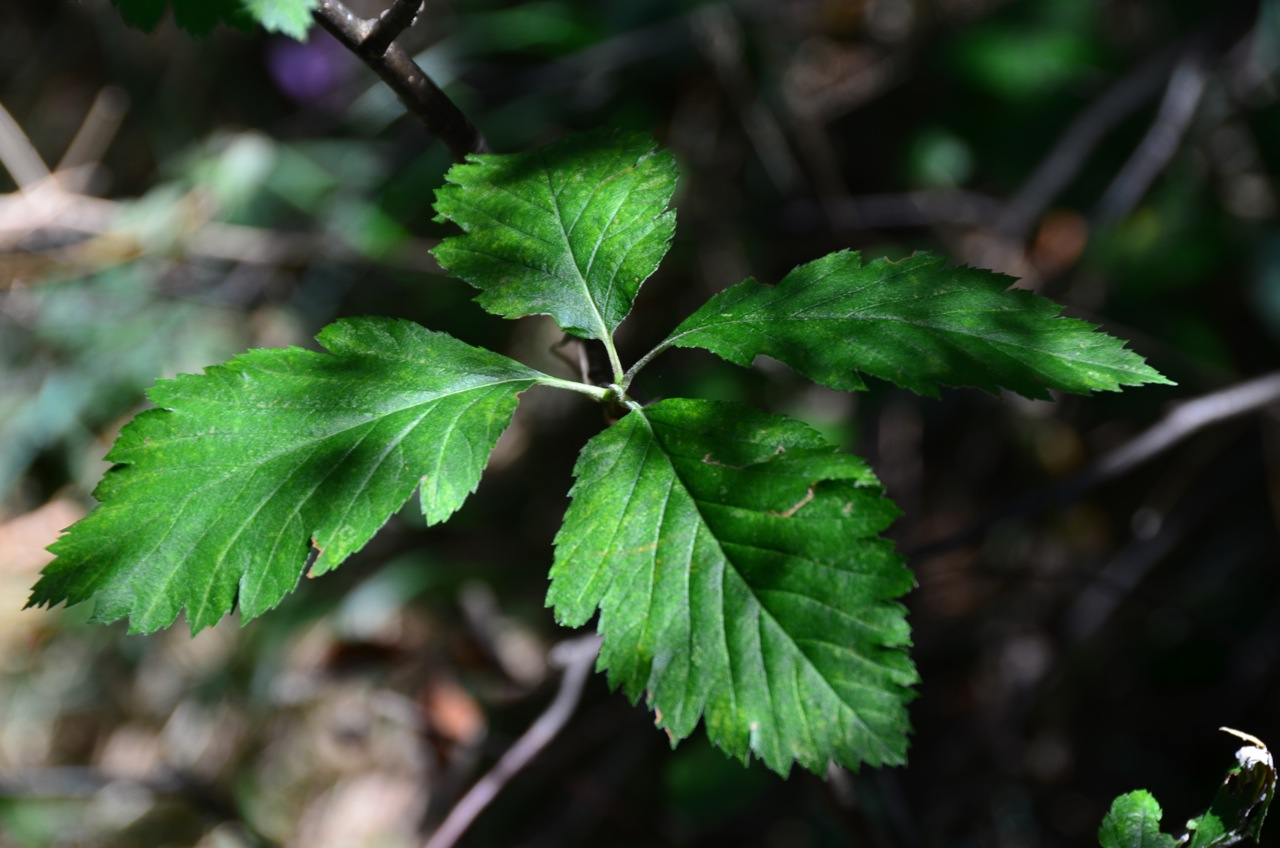
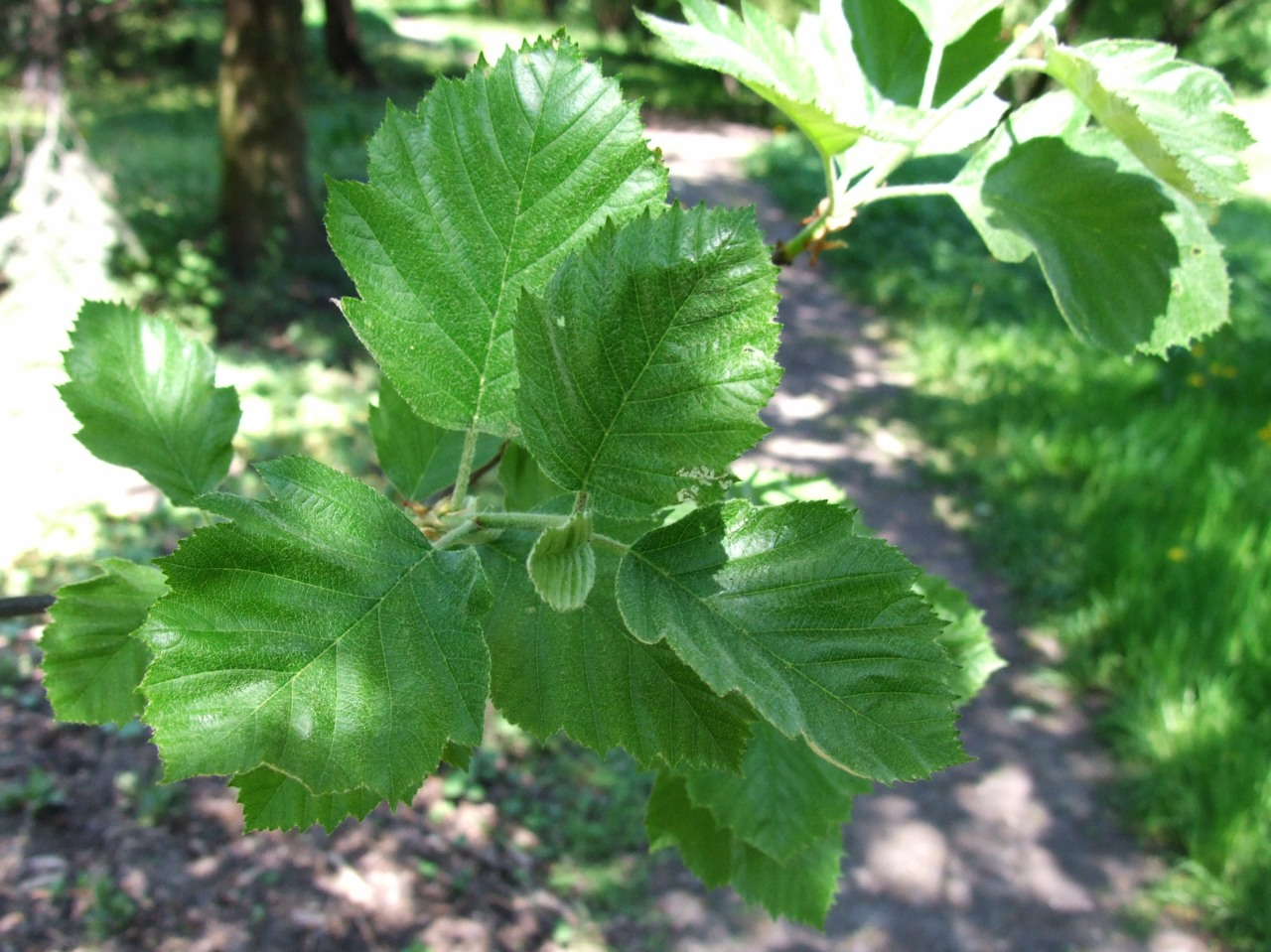